# Martin 4-0-4
Martin 4-0-4 – amerykański samolot pasażerski, zaprojektowany i wybudowany w wytwórni Glenn L. Martin Company będący zmodernizowaną wersją wcześniejszej konstrukcji Martin 2-0-2.

## Historia
Problemy techniczne jakie napotkała wcześniejsza konstrukcja Glenn L. Martin Company, Martin 2-0-2, zmusiły wytwórnie do podjęcia kroków mających na celu utrzymanie sprzedaży samolotów i przywrócenie zaufania do produktów wytwórni. 3 lipca 1947 roku oblatano wersję 3-0-3 z hermetyzowaną kabiną, której pozbawiony był wariant 2-0-2. Dzięki takiemu rozwiązaniu zwiększał się komfort podróży dla pasażerów jak również można było realizować loty na zdecydowanie wyższym pułapie. Dzięki temu, poruszając się w rozrzedzonym na większej wysokości powietrzu, samolot zużywał mniej paliwa. Prototyp 3-0-3 otrzymał znaki rejestracyjne N93162 jednak nie uruchomiono jego produkcji seryjnej. Sukces konkurencyjnego Convair CV-240 skłonił producenta do wprowadzenia kolejnych modyfikacji w konstrukcji bazowego samolotu 2-0-2. Do wprowadzenia i przetestowania modyfikacji wybrano drugi prototyp 2-0-2, samolot o znakach NX93002. Po wprowadzeniu około 260 zmian, samolot o nowych znakach rejestracyjnych N40400 i oznaczeniu Martin 4-0-4 został oblatany 21 października 1950 roku. Do najważniejszych zmian należało przekonstruowanie i wzmocnienie struktury skrzydeł oraz kadłuba. 
Nową konstrukcję zakupiły Eastern Air Lines, 60 egzemplarzy i Trans World Airlines (TWA), 40 egzemplarzy. 21 października 1951 roku dostarczono pierwszy seryjny samolot, odbiorcą były lnie Eastern. Zgodnie z wymaganiami jakimi kierowały się Easter, przeznaczone dla nich maszyny wyposażono w wersję silnika Pratt & Whitney R-2800 CB-3 Double Wasp, zamiast oryginalnego Pratt & Whitney R-2800 CB-16. Pierwszy 4-0-4 dla TWA został dostarczony 9 listopada 1951 roku. Ostatnia z wyprodukowanych maszyn została dostarczona Eastern 19 lutego 1953 roku. W TWA samoloty były użytkowane do 1961 roku a Eastern do 1962 roku. Wycofane samoloty trafiły do operatorów północno i południowo amerykańskich. 
Martin próbował zainteresować swoim samolotem amerykańskie siły zbrojne. Dwie maszyny, początkowo oznaczone jako RM-1G, następnie RM-1Z i ostatecznie jako VC-3A, trafiły do United States Coast Guard w 1952 roku. Zakupionych samolotów używano do przewozów pasażerskich. W 1969 roku obydwie maszyny przekazano United States Navy gdzie służyły do 1971 roku.

## Konstrukcja
Martin 2-0-2 był całkowicie metalowym dolnopłatem, napędzanym dwoma silnikami gwiazdowymi Pratt & Whitney R-2800 CB-16 Double Wasp, z hermetyzowaną kabiną. Maszyna posiadał chowane podwozie z przednim podparcie. Samolot mógł przewieźć 40 osób. Załoga składała się z dwóch pilotów i jednej lub dwóch osoby personelu pokładowego. Usterzenie klasyczne z długą płetwą grzbietową przechodzącą w statecznik pionowy.